# Laura Zuccheri
Laura Zuccheri (Bologna, 4 oktober 1971) is een Italiaanse striptekenaar, illustrator en schilder.

## Biografie
Laura Zuccheri is de dochter van voormalig basketbalspeler en coach Ettore Zuccheri. Ze debuteerde als striptekenaar in 1992 in het Ken Parker Magazine. In 1994 tekende ze samen met Pasquale Frisenda de westernstrip Ken Parker, op een script van Giancarlo Berardi en Maurizio Mantero. In 1996 maakte ze Hardware, een strip gepubliceerd in Zona X. Het jaar daarop trad ze toe tot het team van Giancarlo Berardi die verantwoordelijk zijn voor de detective comic, Julia.
In 2006 startte Zuccheri haar samenwerking met de Franse schrijfster Sylviane Corgiat. Samen maakte zij de stripreeks De glazen degens, een middeleeuwse fantasy, bestaande uit vier albums. In het Nederlandse taalgebied verschenen bij uitgeverij Daedalus. Hierna maakte ze samen met Philippe Thirault, de sciencefiction strip Terug naar Belzagor,  eveneens in het Nederlands uitgegeven door Daedalus.
Zuccheri maakte een aflevering voor de de stripreeks Tex, gepubliceerd in 2019, daarmee werd zij de eerste vrouwelijke tekenaar die deze populaire Western Italiaanse strip tekende.
Naast haar tekenwerk schildert Zucheri landschappen en portretten.

## Prijzen
- Gran Guinigi Award voor beste kunst, Lucca Comics & Games, voor Swords of Glass[10]
- U Giancu's Prijs (2008), Internationale cartoonistententoonstelling